# Quincy Tavares
Quincy Tavares Mojica (Rotterdam, 1 februari 2001) is een Nederlands-Curaçaos voetballer die als aanvaller voor NAC Breda speelt.

## Carrière
Quincy Tavares werd geboren in Rotterdam en verhuisde op jonge leeftijd met zijn ouders naar Curaçao. Zijn ouders besloten hem op 12-jarige leeftijd terug te sturen naar Nederland om daar aan zijn voetbalcarrière te werken. Via JVOZ kwam Tavares terecht bij FC Dordrecht waar hij in de zomer van 2018 al op 17-jarige leeftijd werd toegevoegd aan het eerste elftal. Op 17 augustus 2018 maakte hij zijn debuut in de met 0-0 gelijkgespeelde thuiswedstrijd met Helmond Sport. Destijds ging hij nog door het leven als Quincy Hogesteger. De vleugelaanvaller wijzigde nadien echter zijn achternaam. Tavares Mojica maakte in juni 2021 de overstap naar NAC Breda.

### Statistieken
| Seizoen                       | Club           | Competitie     | Competitie | Competitie | Beker | Beker | Play-offs | Play-offs | Totaal | Totaal |
| Seizoen                       | Club           | Competitie     | Wed.       | Dlp.       | Wed.  | Dlp.  | Wed.      | Dlp.      | Wed.   | Dlp.   |
| ----------------------------- | -------------- | -------------- | ---------- | ---------- | ----- | ----- | --------- | --------- | ------ | ------ |
| 2018/19                       | FC Dordrecht   | Eerste Divisie | 4          | 0          | 0     | 0     | —         | —         | 4      | 0      |
| 2019/20                       | FC Dordrecht   | Eerste Divisie | 19         | 2          | 1     | 0     | —         | —         | 20     | 2      |
| 2020/21                       | FC Dordrecht   | Eerste Divisie | 0          | 0          | 0     | 0     | —         | —         | 0      | 0      |
| 2021/22                       | NAC Breda      | Eerste Divisie | 0          | 0          | 0     | 0     | —         | —         | 0      | 0      |
| Carrièretotaal                | Carrièretotaal | Carrièretotaal | 23         | 2          | 1     | 0     | 0         | 0         | 24     | 2      |
| Bijgewerkt op 9 augustus 2021 |                |                |            |            |       |       |           |           |        |        |